# Daniel Hjort (pjäs)
Daniel Hjort är ett historiskt sorgespel av den finlandssvenske dramatikern och lyrikern Josef Julius Wecksell. Det hade urpremiär på Svenska Teatern i Helsingfors den 26 november 1862 och trycktes 1863 med ett förord av Fredrik Cygnæus. År 1864 uppfördes pjäsen på Kungliga Teatern i Stockholm.
Redan som gymnasist i Åbo planerade Wecksell ett stort sorgespel, Skuggornas hämnd, vars ämne är detsamma som i Daniel Hjort. Wecksell fullbordade, trots vacklande mental hälsa, Daniel Hjort i början av 1862. Stycket framställer Åbo slotts belägring och intagande av hertig Karl 1597 och poängterar särskilt förräderiet bland besättningen, vilket Wecksell psykologiskt förklarar och motiverar i Daniel Hjorts person. Skildringen av Hjort är helt ohistorisk, men är starkt påverkad av de demokratiska strävanden som pågick i Wecksells samtid. Daniel Hjort har kallats den svenska dramatikens främsta verk före August Strindberg.